# ریکو رودریگز
ریکو رودریگز (انگلیسی: Rayco Rodríguez؛ زادهٔ ۲۴ نوامبر ۱۹۹۶) بازیکن فوتبال اهل اسپانیا است.
از باشگاه‌هایی که در آن بازی کرده‌است می‌توان به باشگاه خیمناستیک تاراگونا اشاره کرد.